# Ein Sommer in Manhattan
Ein Sommer in Manhattan (Originaltitel: Tribute) ist ein US-amerikanischer Film aus dem Jahr 1980. Regie führte Bob Clark.

## Handlung
Scottie Templeton, ein oberflächlicher ehemaliger Angestellter im Show-Geschäft, lebt getrennt von seiner Frau und seinem Sohn. Als er die Diagnose Leukämie bekommt, gelingt es ihm, ein Treffen mit seiner Ex-Frau Maggie zu arrangieren. Mit seinem Sohn Jud, der ihm zuerst misstrauisch gegenübersteht, kann er sich erst im Krankenhaus versöhnen. Dort lernt Scottie auch die junge Sally Haines kennen, welche er mit seinem Sohn verkuppeln möchte. Bei einem festlichen Abendessen gelingt es Scottie, seine alten sozialen Beziehungen zu reaktivieren.

## Kritik
„Klamaukhaft überdrehter und gefühlsüberladener Unterhaltungsfilm nach einem erfolgreichen Broadwaystück.“

## Auszeichnungen
Hauptdarsteller Jack Lemmon wurde für seine Rolle für den Oscar nominiert. Er gewann zudem den Silbernen Bären als Bester Darsteller bei den Internationalen Filmfestspielen Berlin 1981. Regisseur Bob Clark war für den Goldenen Bären nominiert. Lemmon erhielt auch den Genie Award, in zehn weiteren Kategorien war der Film für diesen Preis nominiert. Hinzu kam noch eine Golden-Globe-Nominierung für Lemmon.